# Лигозуло
Лигозуло (итал. Ligosullo) је насеље у Италији у округу Удине, региону Фурланија-Јулијска крајина.
Према процени из 2011. у насељу је живело 140 становника. Насеље се налази на надморској висини од 959 м.

## Становништво
Према резултатима пописа становништва 2011. у општини је живело 142 становника.
| 1951. | 1961. | 1971. | 1981. | 1991. | 2001. | 2011. |
| ----- | ----- | ----- | ----- | ----- | ----- | ----- |
| 432   | 404   | 333   | 265   | 211   | 195   | 142   |